# فرس البحر الباسيفيكي
فرس البحر الباسيفيكي (الاسم العلمي: Hippocampus ingens) (بالإنجليزية: Pacific seahorse)‏ هو نوع من الأسماك يتبع جنس فرس البحر من فصيلة زمارات البحر.